# Водяне (Знам'янська міська громада)
Во́дяне — село в Україні, у Знам'янській міській громаді Кропивницького району Кіровоградської області.

## Стислі відомості
Водяне заходиться на околиці Чорного лісу , за 3 км на північний захід від селища Знам'янка Друга та за 6 км на від міста Знам'янки і проходить автошляхом Н01, який переходить у низку автошляхів E50, E584, М12. Неподалік є залізнична платформа Водяна, що обслуговується Одеською залізницею.
У селі діє Чорноліська лісна школа, що знаходиться на утриманні Чорноліського лісгоспу.
Поруч у лісі знаходиться загадкове за своїм походженням озеро Берестувате, яке з прилеглим до нього болотом «Чорний ліс» є гідрологічною пам'яткою природи.

## Історія

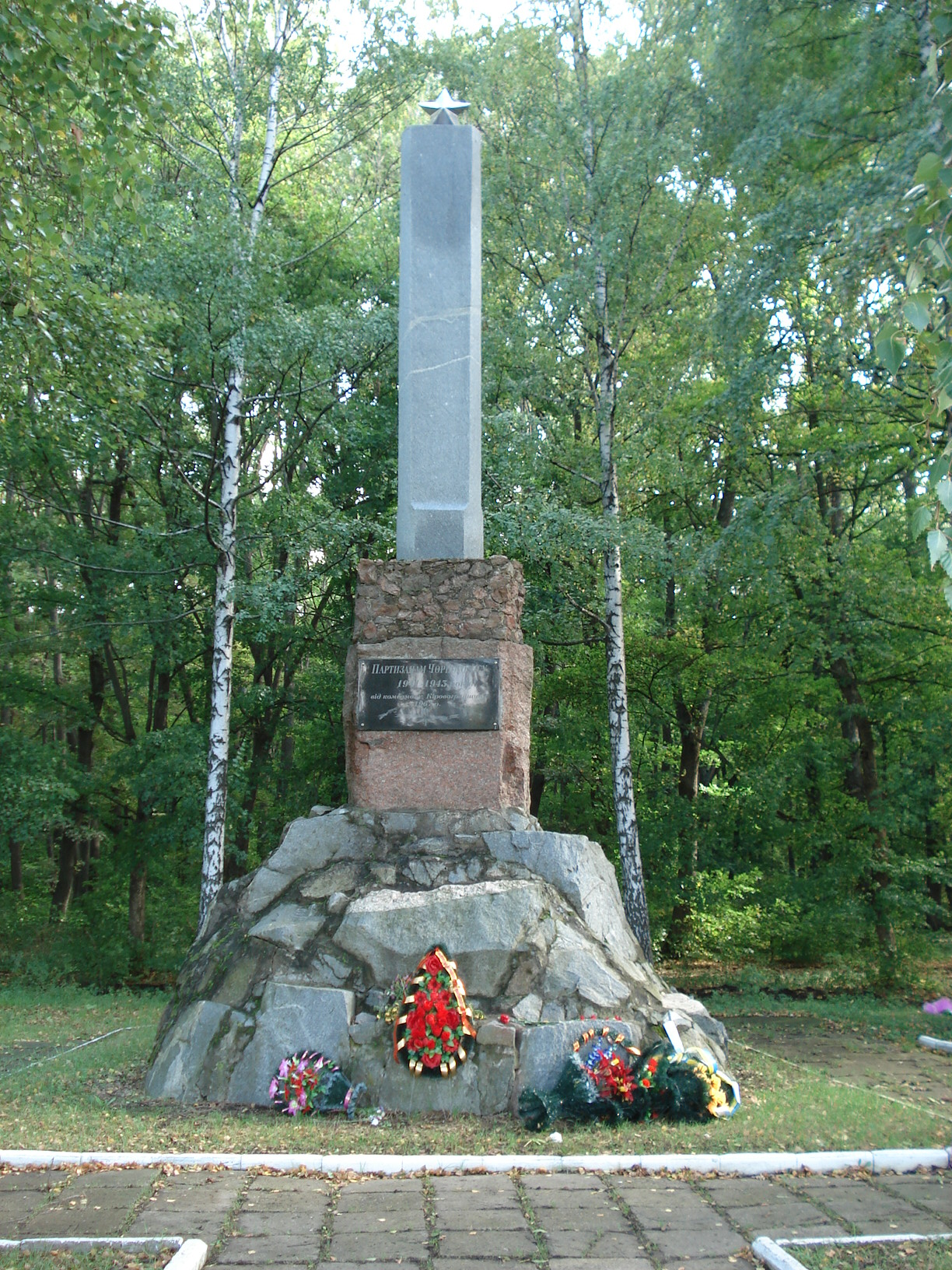
Пам'ятник на честь радянських партизан коло села

Під час Голодомору 1932-1933 від штучного голоду організованого радянською владою загинуло щонайменше 17 жителів Водяного .
Під час німецької окупації області цивільна з Новоолександрівки Лукія Юхимівна Стаченко (1879-1973) готувала хліб для партизанів Чорного лісу загону Скирди. Чоловік на прізвище Красножон, староста Новоолександрівки (народився у Станишині, сьогодні Сокільники) забирав у Лукії хліб і передавав партизанам, також у Водяне, за що був зданий колаборантами та розстріляний у поперечній балці за Знам'янкою.

## Населення

### Мова
Розподіл населення за рідною мовою за даними перепису 2001 року:
| Мова            | Кількість | Відсоток |
| --------------- | --------- | -------- |
| українська      | 261       | 93.21%   |
| російська       | 15        | 5.36%    |
| білоруська      | 2         | 0.71%    |
| румунська       | 1         | 0.36%    |
| інші/не вказали | 1         | 0.36%    |
| Усього          | 280       | 100%     |

## Галерея

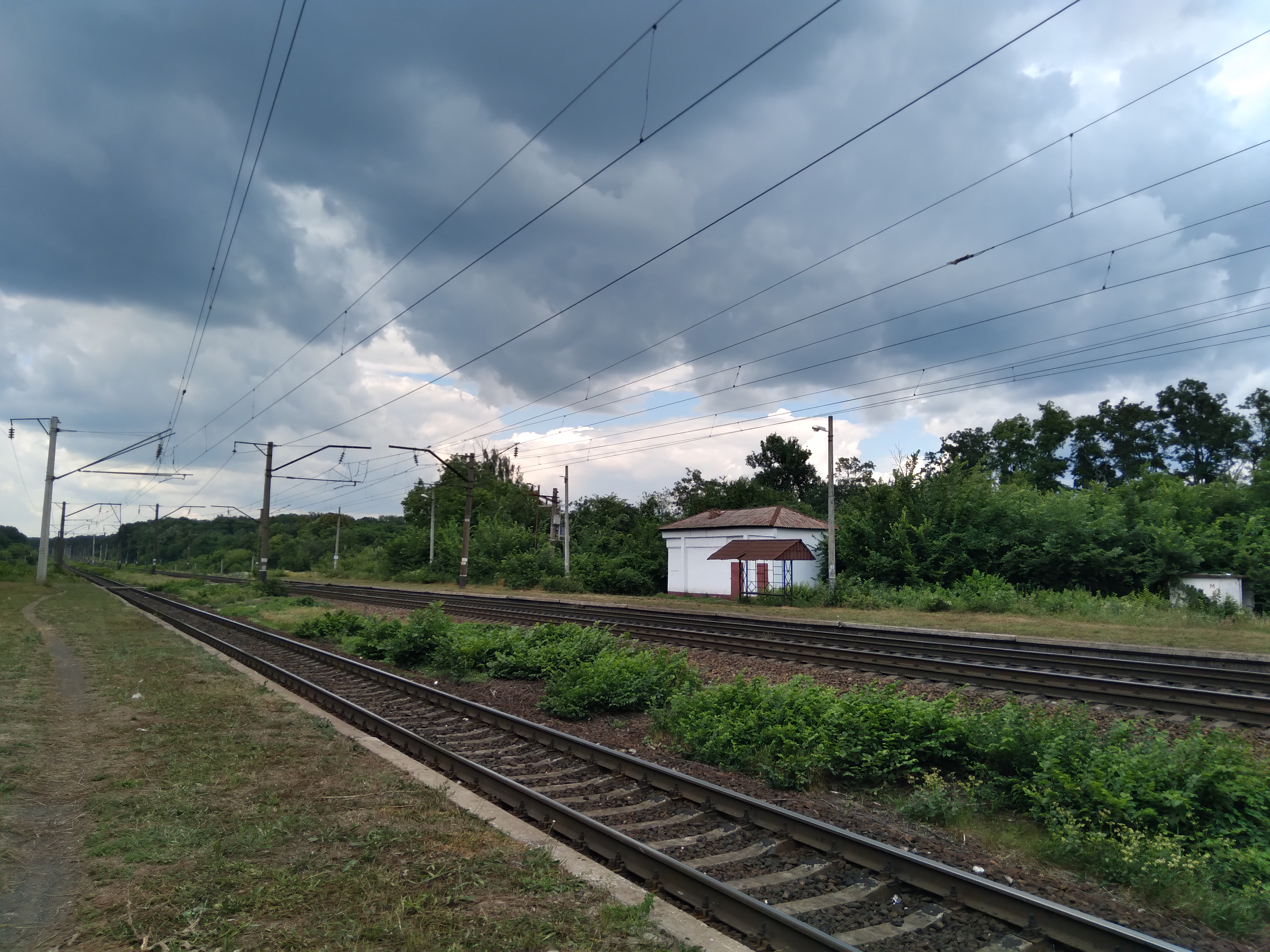
Залізнична станція Водяне
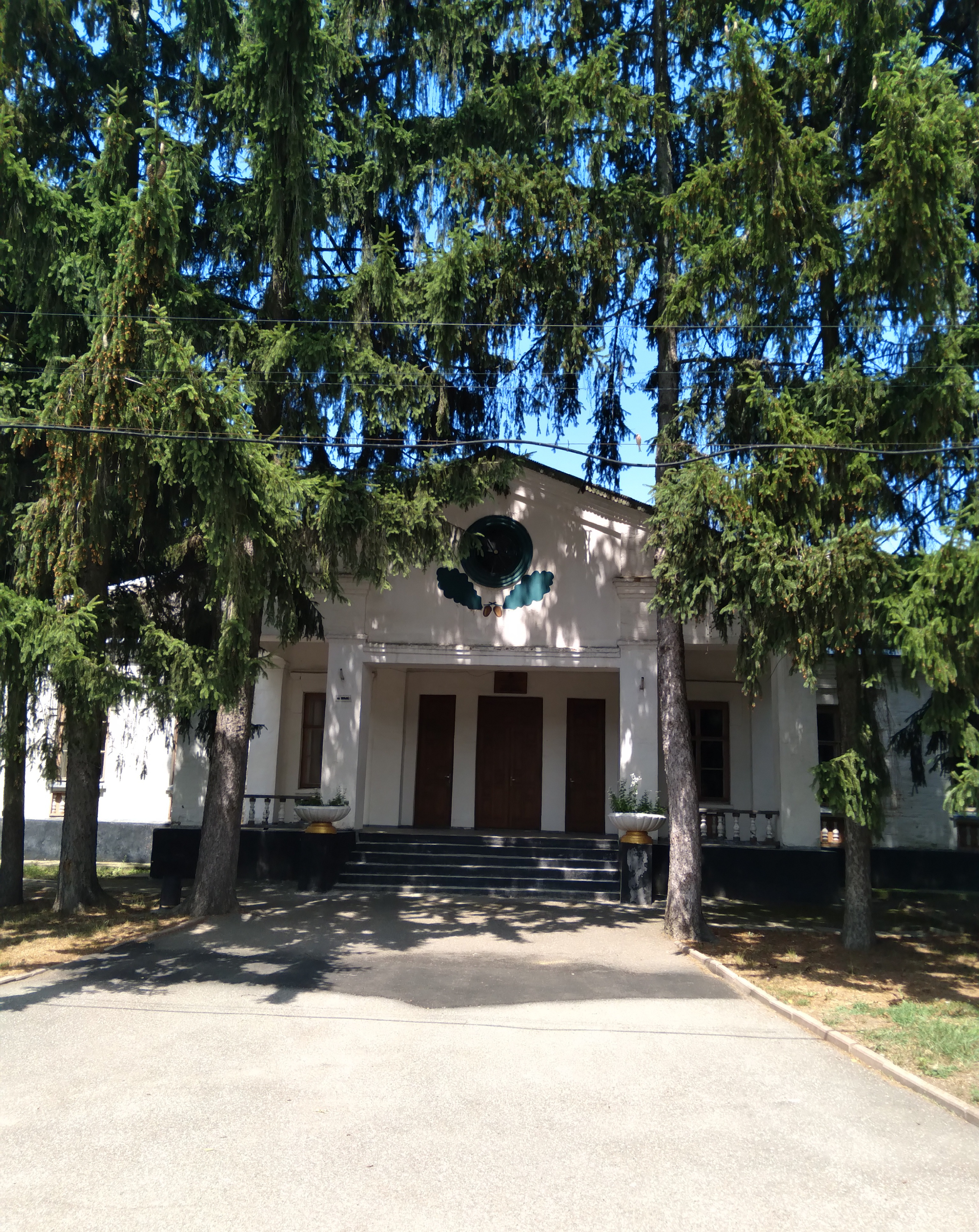
Лісова школа
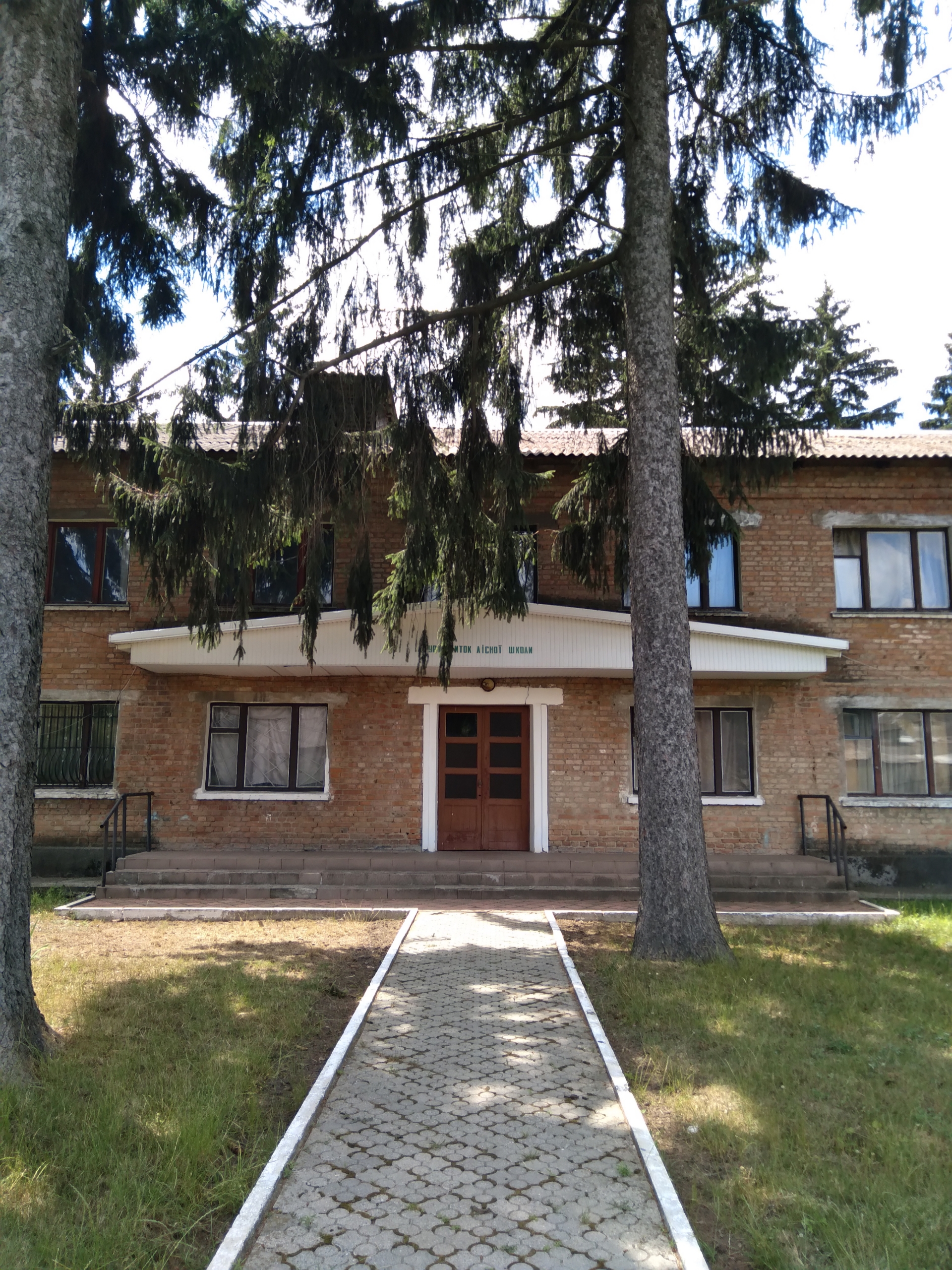
гуртожиток лісової школи
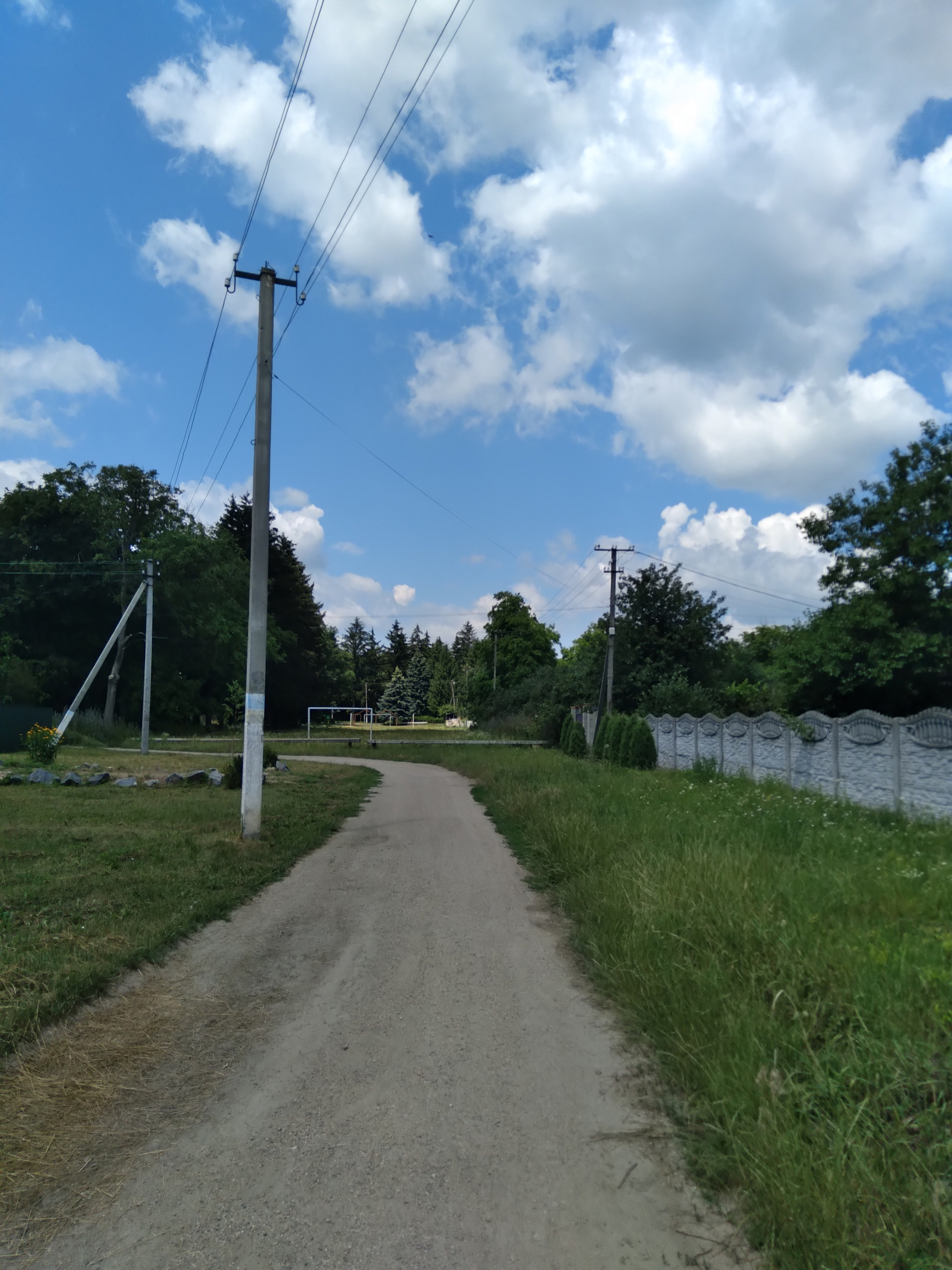
спортивний майданчик
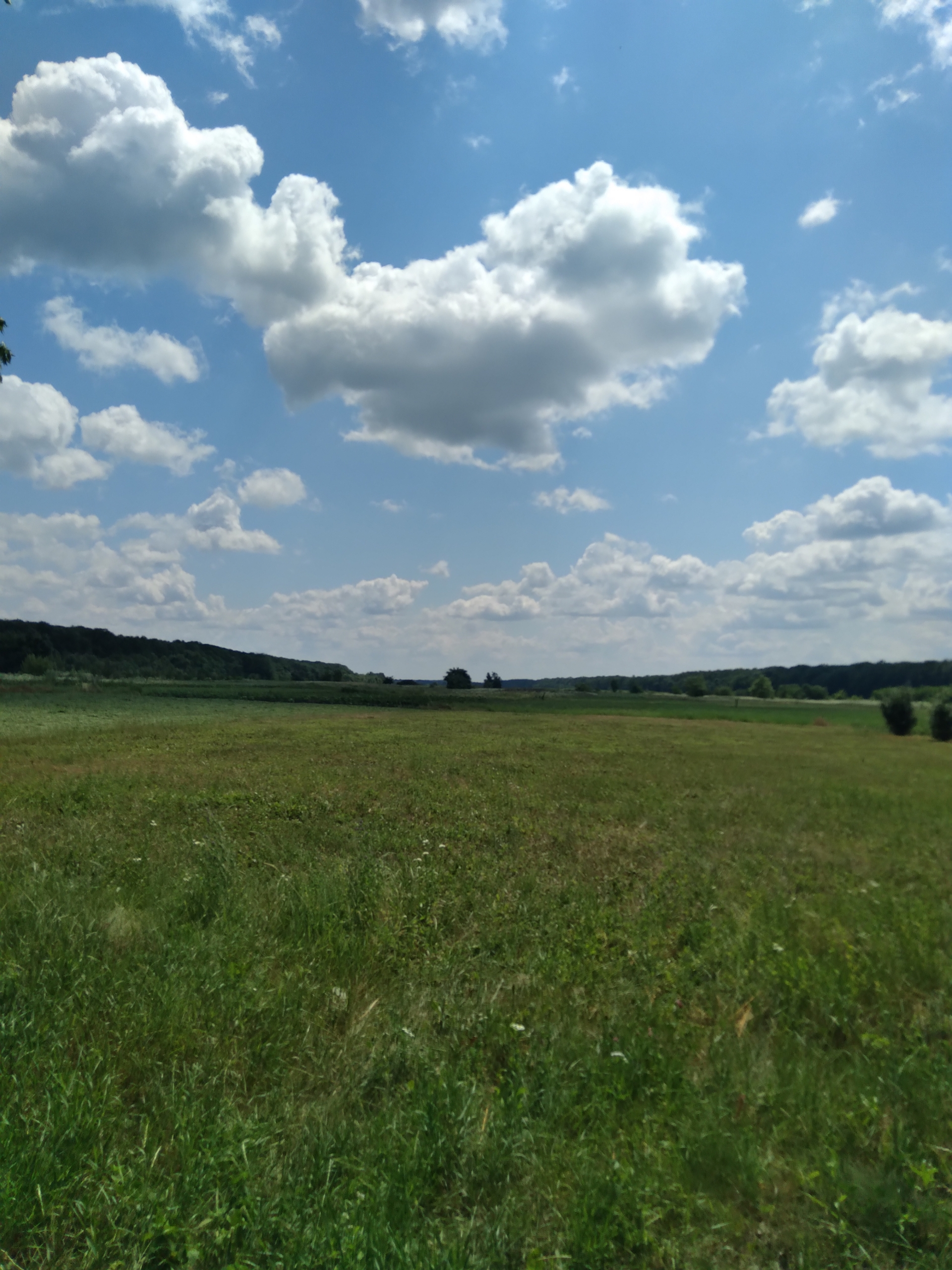
сільський пейзаж
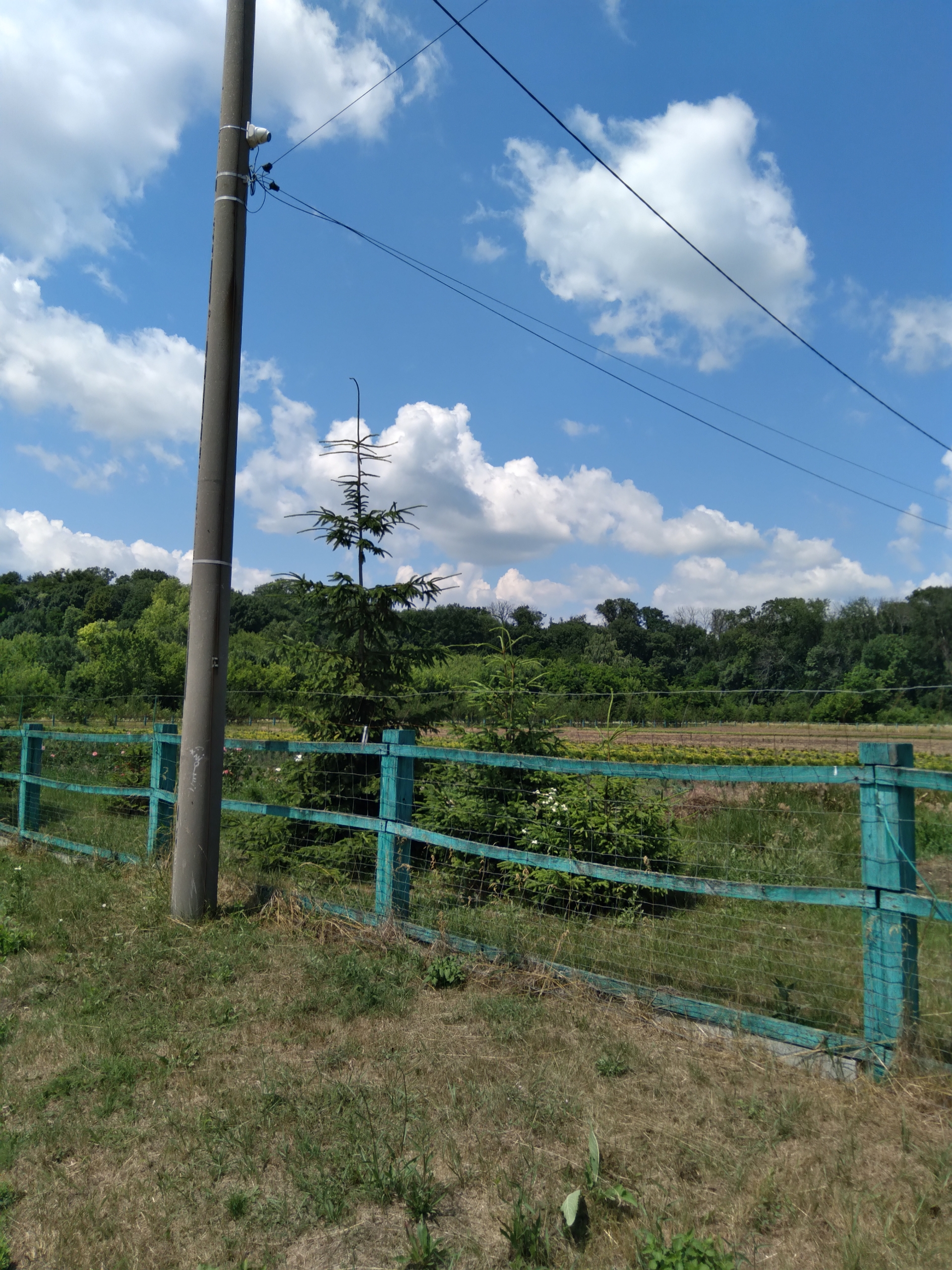
плантація ялинок
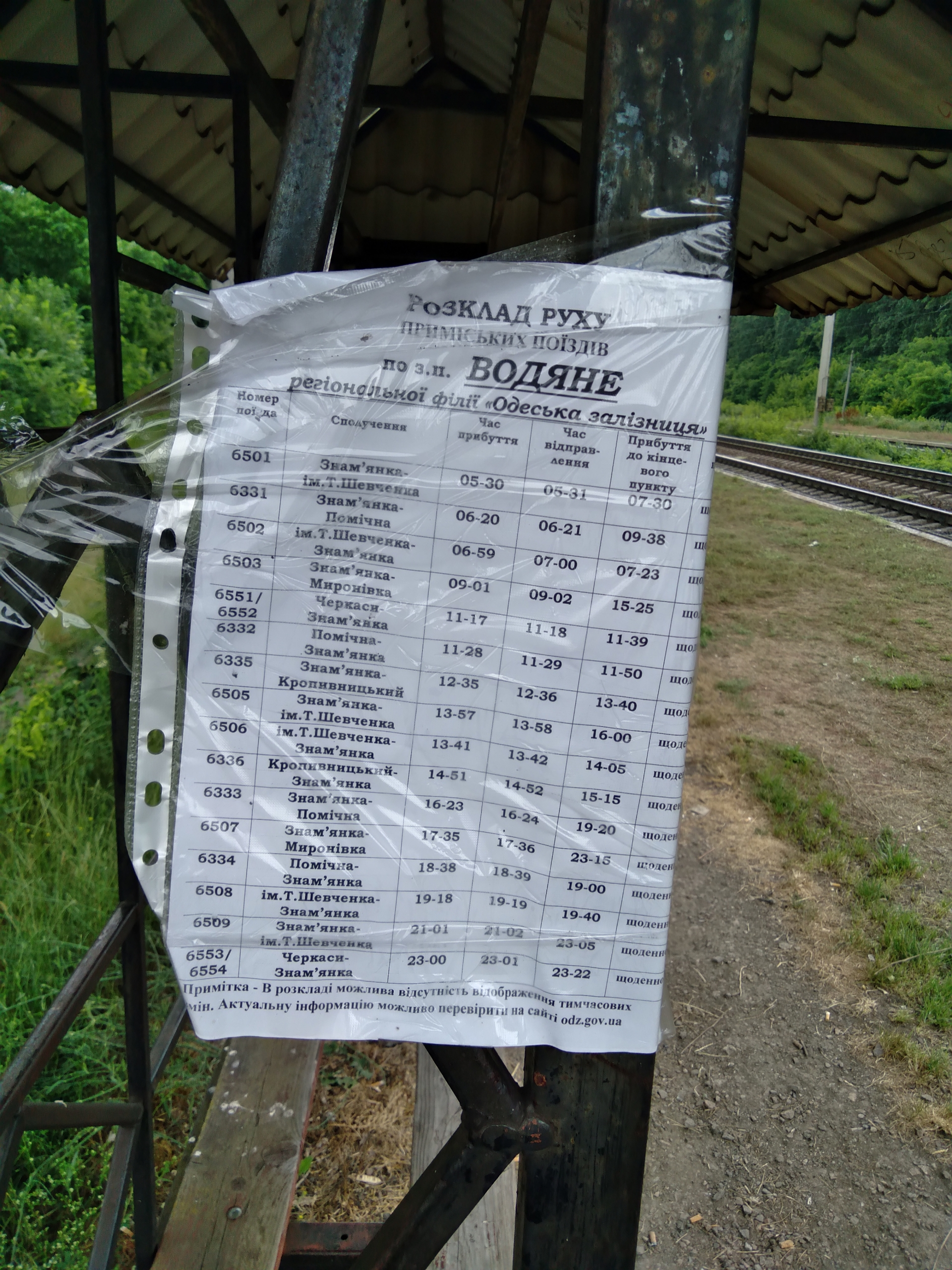
розклад потягів і електричок
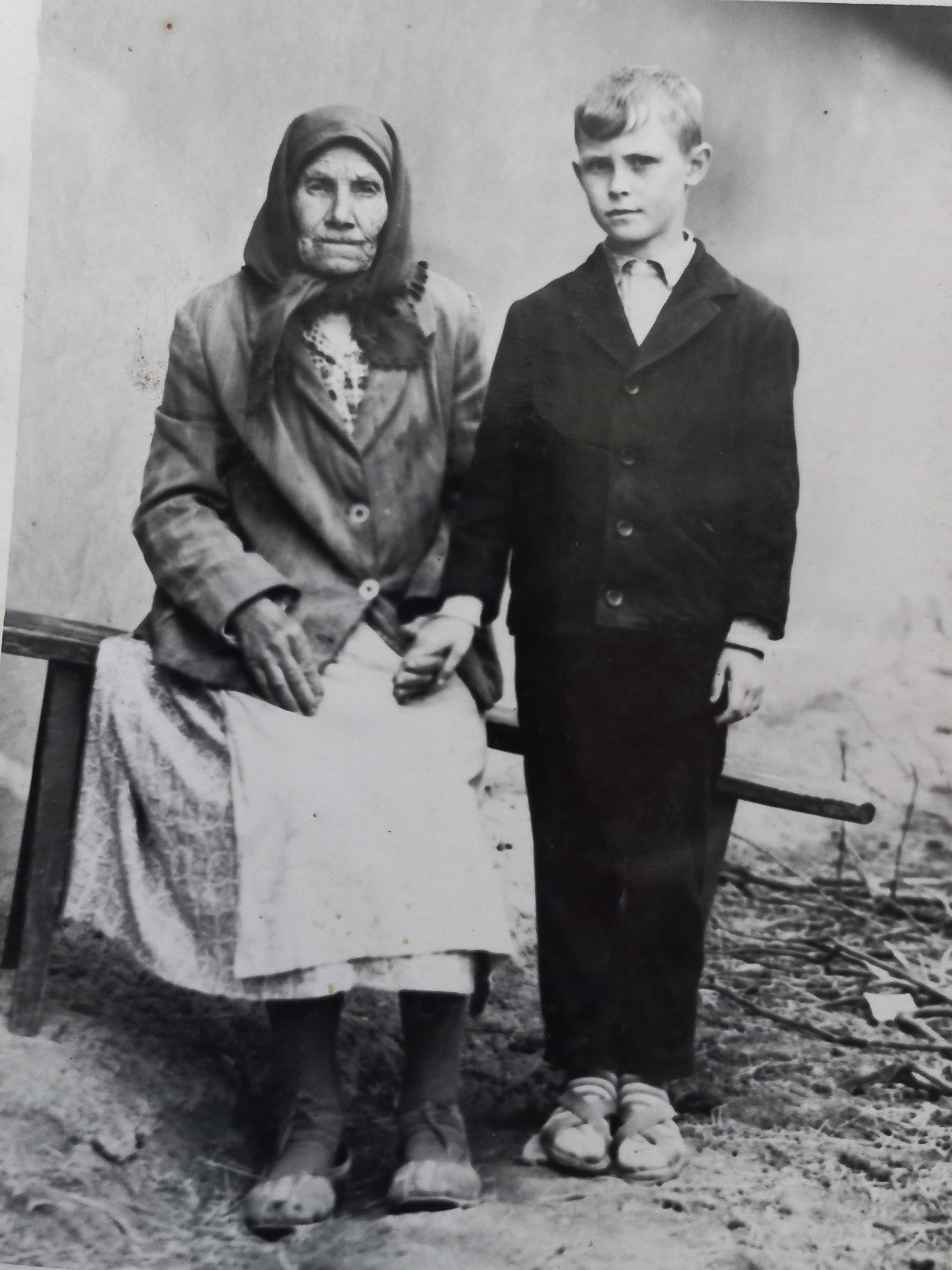
Одна з героїв Знам'янщини, Лукія Стаченко, з праонуком, 1965